# Den Helder Zuid vasútállomás
Den Helder Zuid vasútállomás Hollandiában, Den Helder községben,  településen.

## Vasútvonalak
Az állomást az alábbi vasútvonalak érintik:
- Nieuwediep–Amsterdam-vasútvonal

## Kapcsolódó állomások
A vasútállomáshoz az alábbi állomások vannak a legközelebb:
- Den Helder vasútállomás
- Anna Paulowna vasútállomás